# Gare de Villiers-sur-Marne - Le Plessis-Trévise
Pour les articles homonymes, voir Gare du Plessis.
Ne doit pas être confondu avec Gare de Villiers - Champigny - Bry.
La gare de Villiers-sur-Marne - Le Plessis-Trévise, située au point kilométrique (PK) 20,741 de la ligne de Paris-Est à Mulhouse-Ville, est une gare ferroviaire française située sur le territoire de la commune de Villiers-sur-Marne, à proximité du Plessis-Trévise (département du Val-de-Marne).

## Histoire

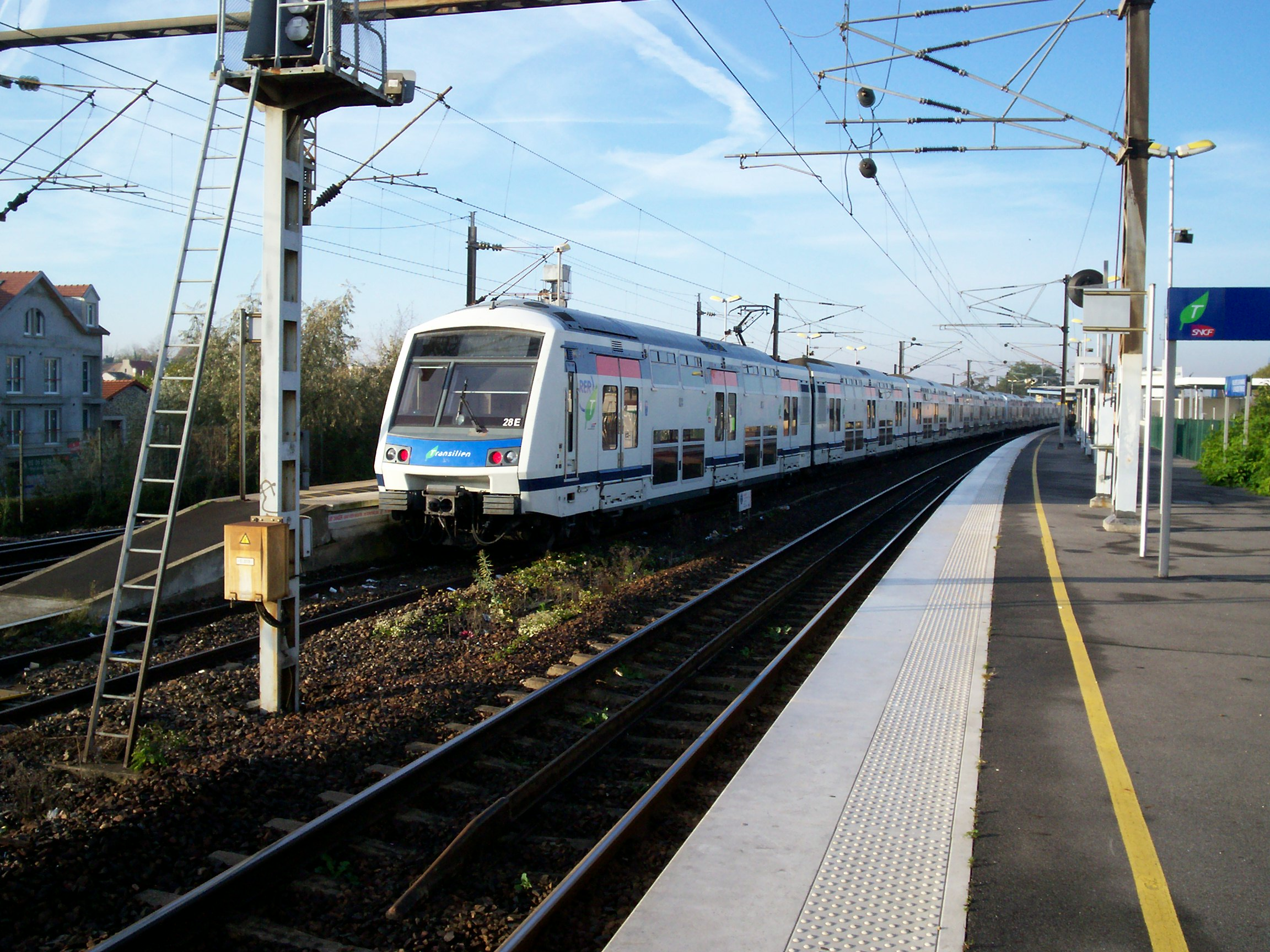
Rame de type Z 22500 prête à partir vers Haussmann - Saint-Lazare.

Jusqu'en 1855, les trains de la ligne de Paris-Est à Mulhouse-Ville passaient par Villiers-sur-Marne avant de pouvoir s'y arrêter en 1857 après la construction de la gare. Elle est desservie depuis le 30 août 1999 par les trains de la ligne E du RER parcourant la branche E4. Elle était jusqu'alors desservie par des trains de banlieue en provenance de la gare de Paris-Est.
Ouverte comme terminus de la ligne E, elle a perdu ce statut avec le prolongement de celle-ci jusqu’à Tournan le 14 décembre 2003. Elle reste cependant un terminus partiel puisque les trains VONY, omnibus en amont de Villiers-sur-Marne, ne continuent pas jusqu'à Tournan.
En 2023, la SNCF estime la fréquentation annuelle de cette gare à 8 193 562 voyageurs.

## Desserte

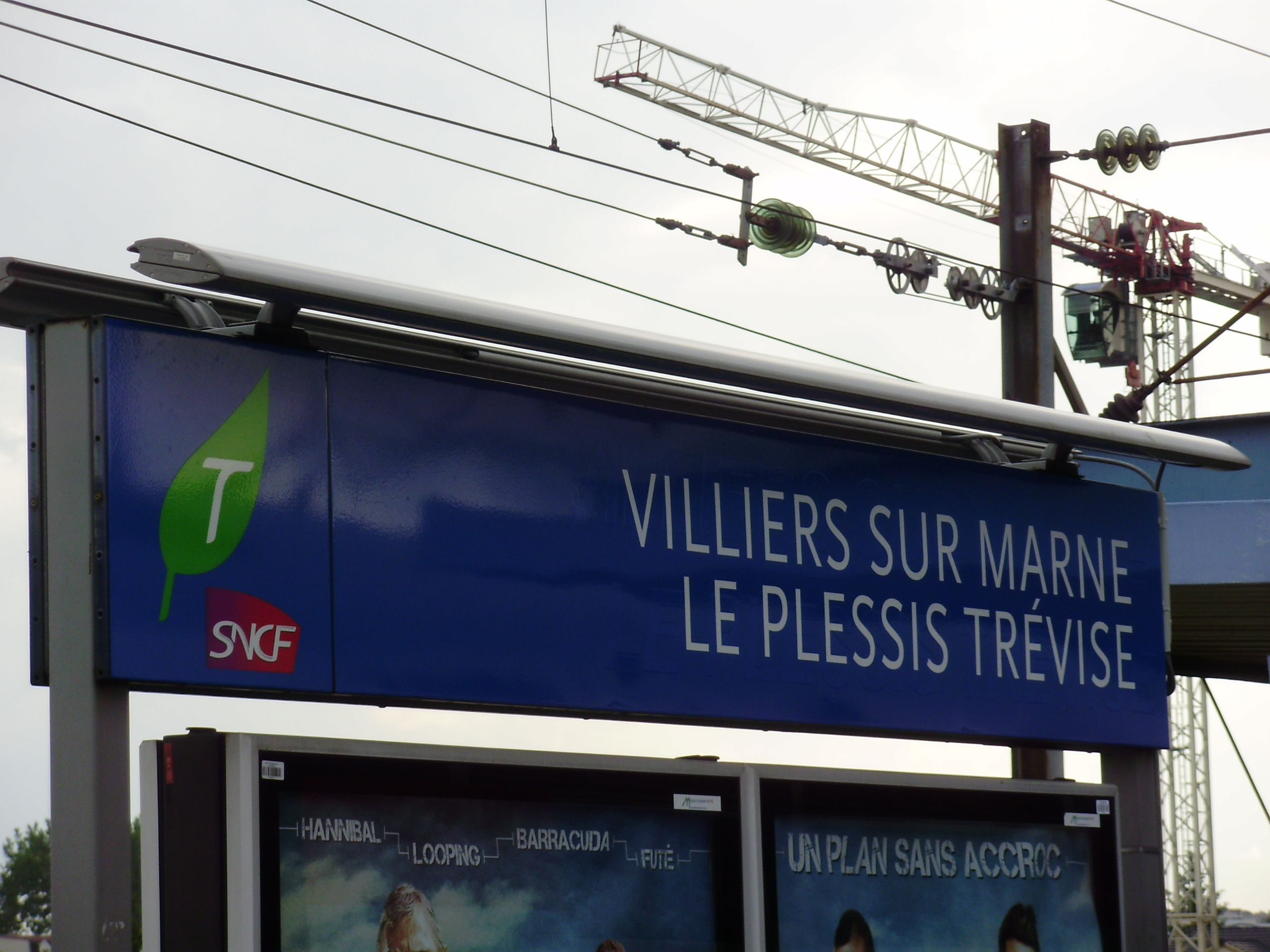
Panneau signalétique.

La gare est desservie à raison (par sens) de 6 trains par heure aux heures creuses, du lundi au dimanche, de 6 à 8 trains par heure aux heures de pointe et de 4 trains par heure en soirée. Plus de 119 trains par jour desservent la gare vers Haussmann - Saint-Lazare et 116 en provenance de cette même gare.

## Intermodalité
La gare est également desservie par les lignes 106, 110, 206, 207, 209, 210, 306 et 308 du réseau de bus RATP et, la nuit, par les lignes N33, N35 et N130 du réseau de bus Noctilien. La gare est également desservie par la Navette de Villiers, navette municipale de la ville qui dessert le Bois de Gaumont.

## Rôle de la gare dans le cadre du prolongement du RER E
Dans le cadre du projet « Est+ », la gare de Villiers-sur-Marne - Le Plessis-Trévise ne jouera plus son rôle de terminus à partir de 2031 (initialement prévu en 2025), étant donné que les missions d'Haussmann - Saint-Lazare à Villiers-sur-Marne seront remplacées par des missions de Nanterre-La Folie à Roissy-en-Brie.